# Frontopsylla laeta
Frontopsylla laeta är en loppart som först beskrevs av Jordan et Rothschild 1920.  Frontopsylla laeta ingår i släktet Frontopsylla och familjen smågnagarloppor. Inga underarter finns listade i Catalogue of Life.